# Nazaré (Belém)
Nazaré é um bairro da cidade brasileira de Belém, capital do estado do Pará. O bairro concentra as melhores opções de moradia da capital paraense, algumas que estão entre as mais valorizadas da cidade. Reúne valiosas construções históricas que datam do ciclo da borracha, em contraste há prédios residenciais e comerciais, construídos principalmente entre as décadas de 1960 e 1990. Os moradores, em sua maioria pertencem às classes A e B. É neste bairro que está localizado a Basílica Santuário de Nossa Senhora de Nazaré, um dos cartões postais da cidade e símbolo da mais importante festa religiosa do mundo, o Círio de Nazaré que reúne mais de dois milhões de pessoas no segundo domingo de outubro e é realizado desde 1793↑ .
Por sua localização central e estratégica, é possível encontrar em Nazaré uma ampla e diversificada rede de serviços e opções de lazer, como restaurantes, bares, cafés e pontos turísticos e culturais, como o Palacete Bolonha e o Palacete Augusto Montenegro. Também se pode encontrar em Nazaré instituições importantes da capital paraense, como o Colégio Santa Catarina de Sena, um dos mais tradicionais colégios de Belém; as sedes dos dois mais importantes times de futebol da Região Norte, o Clube do Remo e o Paysandu Sport Club, e o Conservatório Carlos Gomes, uma das instituições de ensino musical mais importantes do Brasil↑ .Agitado durante o dia, por conta do trânsito intenso nas suas principais avenidas, à noite o bairro é bastante tranquilo e silencioso. Importantes órgãos públicos são encontrados no bairro, como o Tribunal de Contas do Estado, a Secretaria Municipal de Educação e Cultura e a Companhia de Desenvolvimento e Administração da Área Metropolitana de Belém. Nazaré possui uma vida cultural rica e grandes opções de agitação noturna. Porém, os sinais da violência urbana têm produzido reflexos em seus arredores: sequestros-relâmpago e assaltos já transcorreram em logradouros como a Avenida Conselheiro Furtado e Avenida Gentil Bittencourt↑ .

## Toponímia
O nome do bairro presta homenagem ao Círio de Nossa Senhora de Nazaré, que acontece anualmente no mês de outubro. Durante a quinzena nazarena, muitos turistas e belenenses visitam a Basílica Santuário de Nazaré, que foi erguida no local onde o caboclo Plácido encontrou a imagem original de Nossa Senhora↑ .

## História
A história do bairro está ligada diretamente com a festividade do Círio de Nazaré. No final do século XVIII o caboclo Plácido encontrou a imagem de Nossa Senhora de Nazaré as margens de um igarapé. Neste igarapé foi erguida uma capela, onde está a atual Basílica, e a procissão é realizada anualmente desde 1793. Na segunda metade do século XIX, foi criada uma freguesia (termo equivalente a bairro), está seria a terceira freguesia da cidade, que recebeu o nome de Trindade e compreendia a parte da área leste do bairro de Nazaré, integrando também parte da área oeste de Batista Campos. A maioria dos poucos residentes de Nazaré era desfavorecida e moravam em pequenas casas feitas de barro e palha. Em meados de 1860, a capital paraense começaria a experimentar sua melhor fase econômica, advinda da exploração da borracha amazônica. Muitos nobres e barões da borracha construíram suas moradias em Nazaré e expandiram áreas que ainda não eram ocupadas do bairro, principalmente regiões distantes da Estrada de Nazaré↑ .
Com a ocupação definitiva dessa região, foram realizados muitos investimentos em obras de urbanização no bairro de Nazaré. Entre 1880 e 1910 Nazaré foi o bairro mais caro da cidade e moradia dos principais políticos, empresários, comerciantes e também dos Barões da Borracha. Entre as mudanças urbanísticas do bairro estão: Calçamentos de ruas com paralelepípedo de granito exportados de Portugal, calçadas de pedras de lioz, sistema de eletricidade e água encanada e a instalação de bondes elétricos de luxo. A Avenida Nossa Senhora de Nazaré foi uma das mais elegantes da capital paraense, sendo comparada por autoridades municipais a avenidas parisienses. Durante a Belle Époque, todas as construções no centro da cidade, incluindo Nazaré tinham que seguir os padrões europeus, lei estabelecida pela administração municipal. Uma das construções mais famosas do bairro nessa épica foi a Cervejaria Paraense, a cervejaria mais moderna do Brasil na época↑ .

## Geografia
O bairro faz limites com os bairros do Reduto e Umarizal ao norte, o bairro de São Brás a leste, os bairros de Batista Campos e Cremação ao sul e o bairro da Campina a oeste. Está localizado na Zona Centro-Sul da cidade e pertence ao Distrito Administrativo de Belém (Centro – Áreas Nobres segundo o IBGE)
O Nazaré possui 52 Quarteirões, sete avenidas, duas ruas e seis travessas.

### Principais vias e logradouros
- Avenida Nazaré – (Uma das mais importantes e tradicionais de Belém, seu nome presta homenagem a padroeira do Pará. Caracteriza por seu túnel de mangueiras e grande movimentação, esta avenida também tem grande importância histórica, abriga inúmeros casarões seculares que contrastam com edifícios residências e ainda conserva boa parte de suas calçadas originais de pedra de lioz. Também é palco da festa do Círio de Nazaré.)
- Avenida Governador José Malcher – (Liga o Terminal Rodoviário de Belém à Praça da República, passando por pontos turísticos como o Palacete Augusto Montenegro e Palacete Bolonha. Homenageia antigo presidente da província do Pará.)

- Avenida Comandante Brás de Aguiar – (Importante via comercial, abriga várias lojas de grife, voltada para moradores das classes A e B.)
- Avenida Gentil Bittencourt – (Têm início no vizinho bairro de Batista Campos, cruzando Nazaré, São Brás e Canudos. Presta homenagem ao vice-governador do Pará em 1891.)
- Rua Boaventura da Silva – (Delimita os bairros de Nazaré e Umarizal.)
- Travessa 14 de Março – (Liga o bairro da Condor aos da Cremação, Nazaré e Umarizal.)
- Travessa Quintino Bocaiuvá – (Vinda do Reduto, Atravessa o Nazaré em direção a Batista Campos.)
- Travessa Rui Barbosa – (Homenageia o escritor paraense Rui Barbosa.)
- Praça Santuário – (Também chamada de Largo de Nazaré, está situado no Centro Arquitetônico de Nazaré, é um importante palco da festa do Círio de Nazaré.)
- Largo do Redondo – (Localizado na Avenida Nazaré com a Travessa Quintino Bocaiúva, era a antiga Praça Infante Dom Henrique.)

## Empreendimento em turismo
Central e com grandes variedades de lojas, restaurantes e serviços, juntamente com Batista Campos, concentra boa parte da rede hoteleira belenense. Além da grande quantidade de hotéis, o bairro tem inúmeras opções de lazer espelhadas por suas largas ruas e avenidas. O principal atrativo do bairro é a Basílica de Nazaré, no mês de outubro o Círio atrai dezenas de milhares de turistas. O bairro também possui nítida vocação histórica, abrigando centenas de casarões que datam dos séculos XIX e XX, além de algumas atrações turísticas↑ .

### Pontos de interesse
- Basílica de Nossa Senhora de Nazaré – Erguida no local das aparições milagrosas de Nossa Senhora de Nazaré, encontrada pelo caboclo Plácido, a igreja atual foi erguida em 1909. O templo possui 54 vitrais que retratam passagens bíblicas e guarda a imagens original de Nossa Senhora↑ .
- Colégio Gentil Bittencourt – Instituição de ensino mais antiga em funcionamento do Brasil, possui mais de 200 anos de história, o colégio foi erguido em 1804 e guarda a imagem peregrina de Nossa Senhora de Nazaré em sua capela, o local também é o ponto de partida das procissões do círio de Nazaré↑ .
- Memorial dos Povos – É um espaço público de 6 mil m², em homenagem aos povos que contribuíram para a história de Belém, o local é voltado para realizações artísticas, culturais e de lazer em Belém. Há no memorial uma biblioteca, um anfiteatro e a sala Vicente Salles, que está localizada na antiga sede da União Espanhola, um casarão histórico datado de 1912↑ .
- Casa da Linguagem – Prédio construído em 1870 para ser a casa da Família Bolonha. Nele nasceu o engenheiro Francisco Bolonha. No local também funcionou o Grupo Escolar Floriano Peixoto. O prédio foi restaurado para abrigar o Conselho Estadual de Cultura e a Casa da Linguagem. Nele funcionam a loja Mercado, a Biblioteca Setorial e o Espaço Max Martins↑ .
- Instituto de Artes do Pará – A edificação do instituto data de 1889 e foi cenário da adesão do Pará a república. Por muitas décadas, esta construção foi utilizada como quartel do Batalhão de Infantaria do Exército. O IAP ocupa metade da área militar em 3 mil metros quadrados de área construída, divididos em 21 espaços para exposição de atividades artísticas↑ .
- Palacete Bolonha – Arquitetada pelo engenheiro Francisco Bolonha, a residência foi construída como presente para sua esposa. Erguido em 1904, já foi à edificação mais alta da cidade e funcionou como prefeitura. A arquitetura do palacete mistura elementos ecléticos, art nouveau e neoclássico↑ .
- Palacete Augusto Montenegro – Antiga residência particular do governador do Augusto Montenegro foi projetado pelo arquiteto italiano Filinto Santoro, a obra foi concluída em 1903, atualmente é sede do Museu da Universidade Federal do Pará↑ .
- Palacete Bibi Costa – Construído pelo engenheiro Francisco Bolonha, para o major Carlos Brício Costa, posteriormente foi vendido para o Coronel José Júlio de Andrade, um dos Barões da Borracha, o palacete ainda conserva um precioso acervo histórico de antiguidades e detalhes arquitetônicos. Concluído em 1905, a residência tem fama de ser assombrada↑ .
- Vila Bolonha – Obra do arquiteto Francisco Bolonha, constitui-se de um conjunto de residências justapostas, que seguem a partir do Palacete Bolonha, em direção à Rua Boaventura da Silva. As casas possuem estilo semelhante de típicas construções inglesas, algumas residências são voltadas para diversas atividades culturais↑ .

## Cultura

### Patrimônio Histórico
Há centenas de casarões e palacetes que datam da Belle Époque em Belém. Grande parte dessas construções se perdeu no tempo, devido ao abandono e o intenso assedio das empresas imobiliária, que compraram e destruíram casas históricas para dar lugar a edifícios e espigões. Apesar das perdas, o patrimônio histórico de Nazaré continua abrangente e guarda valiosas mostras da arquitetura Eclética e Art Nouveau, os principais estilos do período europeizado. Dentre os detalhes estruturais dos casarões, estão a azulejaria portuguesa, alemã e francesa, as colunas de mármore carrara e os gradis de ferro trabalhado↑ .
Apesar da quantidade relevante de casarões preservados, há ainda muitos que estão abandonados e descaracterizados. Há muitos casos em que prédios históricos no Nazaré estão sendo usados para abrigar estacionamentos clandestinos. A porção leste de Nazaré está inserida na área de entorno do Centro Histórico de Belém, e protegida por lei nacional não sofre o mesmo assédio imobiliário da porção oeste do bairro. No bairro está instalado em um casarão a sede do Instituto do Patrimônio Histórico e Artístico Nacional de Belém↑ .

### Vida noturna
Nazaré foi desde os anos de 1990 uma referência de vida noturna na cidade, sendo o segundo bairro da cidade mais notável neste contexto, ficando atrás apenas de Umarizal. Há dezenas de bares, boates, casas noturnas e salões de recepções. Quanto à gastronomia, há inúmeros restaurantes de especialidades variadas. Também há Cafés e tacacás de rua que ainda resistem a modernização da cidade↑ .

### Museus
No Palacete Augusto Montenegro está o Museu da Universidade Federal do Pará, um dos principais museus de Belém, exibe artes visuais da Amazônia. A Galeria ELF é uma das mais importantes galerias de arte da cidade, situada em um dos casarões ecléticos da  Vila Bolonha↑ .

### Cinema
Repleto de inúmeros cinemas de rua no início do século XX. Quase todos os cinemas de rua foram desativados em Belém, decorrente da modernização da cidade e da construção de shoppings. Os Cines Nazaré 1 e 2 (Antigo Cine Iracema) foram os últimos a encerrarem suas atividades, no ano de 2006. Apenas o Cine Ópera sobreviveu aos dias de hoje, entretanto esta sala de exibição apresenta apenas filmes pornográficos↑ .

## Sociedade
A maioria de seus moradores pertence às classes A e B. O Nazaré possui 20.504 habitantes segundo o censo do IBGE de 2010, 58,4% de seus moradores são mulheres e 41,6% são homens. Em relação à faixa etária, 46,4% dos habitantes são adultos entre 25-59 anos, 36,2% são jovens com até 24 anos e 17,4% são idosos de 60 anos ou mais. Em relação à renda de sua população residente, 10,3% possui renda de até 3 salários mínimos, 6,3% (3-5 salários mínimos), 21,3% (5-10 salários mínimos) e 62,1% (mais de 10 salários mínimos)↑ .

### Moradores Ilustres
Grandes personalidades foram moradores do Nazaré, principalmente durante o ciclo da borracha, entre eles destacam-se o governador Augusto Montenegro, o prefeito Lopo de Castro e o engenheiro Francisco Bolonha↑ .

## Economia

### Mercado Imobiliário
Nobre, tradicional e valorizado, é um dos bairros com o metro quadrado mais caro da cidade, com o preço do metro quadrado variando entre R$ 4 mil a R$ 4,5 mil, em média. A maioria dos edifícios residenciais da região foi construída entre as décadas de 1970 e 1990, mas há também espigões que foram construídos posteriormente na virada do século XXI. Apesar do aquecimento do mercado, a porção leste do bairro está incluída na área de entorno do Centro Histórico de Belém, portanto protegida pelo Instituto do Patrimônio Histórico Nacional e sendo proibida a construção de edifícios nessa região↑ .

### Serviços
O Nazaré é repleto de restaurantes, bares, cafés e lojas. Seu comércio é bastante variado. O complexo de lojas da Avenida Brás de Aguiar é bastante conhecido por abrigar grifes famosas, é um dos orgulhos do bairro, apelidado pelos moradores de rua mais chique de Belém. Nos últimos anos sofreu com a força dos shoppings e a violência urbana, contudo reergueu-se e ainda é considerado um centro de compras ideal para pessoas de alto poder aquisitivo. O bairro conta com quatro hospitais, três grandes supermercados, oito agências bancárias,a casa dos estudantes do Governo de Roraima onde jovens vem para Belém procurar concluir o ensino superior principalmente na Universidade Federal do Pará e Universidade do Estado do Pará, nove grandes farmácias, duas agências de correio três faculdades, dez escolas particulares e seis escolas públicas, entre eles destacam-se instituições tradicionais como o Colégio Gentil Bittencourt, Marista Nossa Senhora de Nazaré e Santa Catarina↑ .